# Alexander Dietrich (Ingenieur)

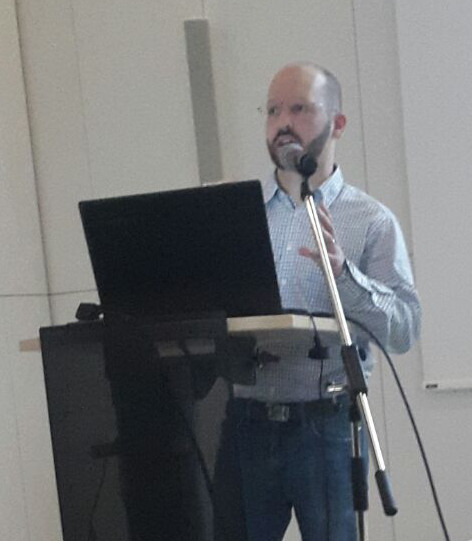
Alexander Dietrich bei einem Vortrag 2016

Alexander Dietrich (* 4. September 1983 in Ravensburg) ist ein deutscher Ingenieur und Robotiker.

## Leben
Nach dem Studium des Maschinenbaus an der Technischen Universität München promovierte er dort mit summa cum laude zum Doktor-Ingenieur. Sein Schwerpunkt ist die Regelung von humanoiden Leichtbaurobotern wie des Serviceroboters Rollin’ Justin. Betreut wurden die Forschungsaktivitäten zunächst durch Gerd Hirzinger und später dann durch Alin Albu-Schäffer. Für die Dissertation, durchgeführt am Institut für Robotik und Mechatronik des Deutschen Zentrums für Luft- und Raumfahrt (DLR), wurde Alexander Dietrich 2016 der Georges Giralt PhD Award für Europas beste Doktorarbeit der Robotik verliehen. In den Springer Tracts in Advanced Robotics wurden die Ergebnisse als Buch veröffentlicht.
Er war Editor der IEEE International Conference on Robotics and Automation (2019–2022), und Associate Editor des IEEE Robotics and Automation Magazine (2018–2020), der IEEE Robotics and Automation Letters (2017–2021) und der IEEE Transactions on Robotics (2021–2024). Derzeit hält er über einen Lehrauftrag an der Technischen Universität München Vorlesungen über die Regelung von Leichtbaurobotern.

## Auszeichnungen (Auswahl)
- 2016: Georges Giralt PhD Award
- 2020: IEEE Robotics and Automation Letters Outstanding Associate Editor Award[4]
- 2020: DLR-Wissenschaftspreis[5]
- 2022: IEEE Robotics and Automation Letters Honorable Mention[6]
- 2022: TeachInf Award (Informatikfakultät, TU München)[7]

## Veröffentlichungen (Auswahl)
- A. Dietrich: Whole-Body Impedance Control of Wheeled Humanoid Robots (= Springer Tracts in Advanced Robotics. Nr. 116). Springer International Publishing, 2016, ISBN 978-3-319-40556-8.
- A. Dietrich, C. Ott: Hierarchical Impedance-Based Tracking Control of Kinematically Redundant Robots. In: IEEE Transactions on Robotics. Band 36, Nr. 1, 2020, ISSN 1941-0468, S. 204–221, doi:10.1109/TRO.2019.2945876.
- M. Iskandar, A. Albu-Schäffer, A. Dietrich: Intrinsic sense of touch for intuitive physical human-robot interaction. In: Science Robotics. Band 9, Nr. 93, 2024, ISSN 2470-9476, S. 1–14, doi:10.1126/scirobotics.adn4008.
- A. Dietrich, C. Ott, A. Albu-Schäffer: An Overview of Null Space Projections for Redundant, Torque-Controlled Robots. In: The International Journal of Robotics Research. Band 34, Nr. 11, 2015, ISSN 1741-3176, S. 1385–1400, doi:10.1177/0278364914566516.
- A. Dietrich, T. Wimböck, A. Albu-Schäffer, G. Hirzinger: Integration of Reactive, Torque-Based Self-Collision Avoidance Into a Task Hierarchy. In: IEEE Transactions on Robotics. Band 28, Nr. 2, 2012, ISSN 1941-0468, S. 1278–1293, doi:10.1109/TRO.2012.2208667.
- A. Dietrich, T. Wimböck, A. Albu-Schäffer, G. Hirzinger: Reactive Whole-Body Control: Dynamic Mobile Manipulation Using a Large Number of Actuated Degrees of Freedom. In: IEEE Robotics and Automation Magazine. Band 19, Nr. 2, 2012, ISSN 1070-9932, S. 20–33, doi:10.1109/MRA.2012.2191432.